# Ehrenfriedhof de Wilhelmshaven
L'Ehrenfriedhof (cimetière d'honneur en allemand) est un cimetière du port de Wilhelmshaven en Allemagne. Il se trouve en bordure du parc de Rüstringen (de) et a été aménagé entre 1912 et 1914 pour accueillir les tombes des marins de la garnison de Wilhelmshaven.

## Historique

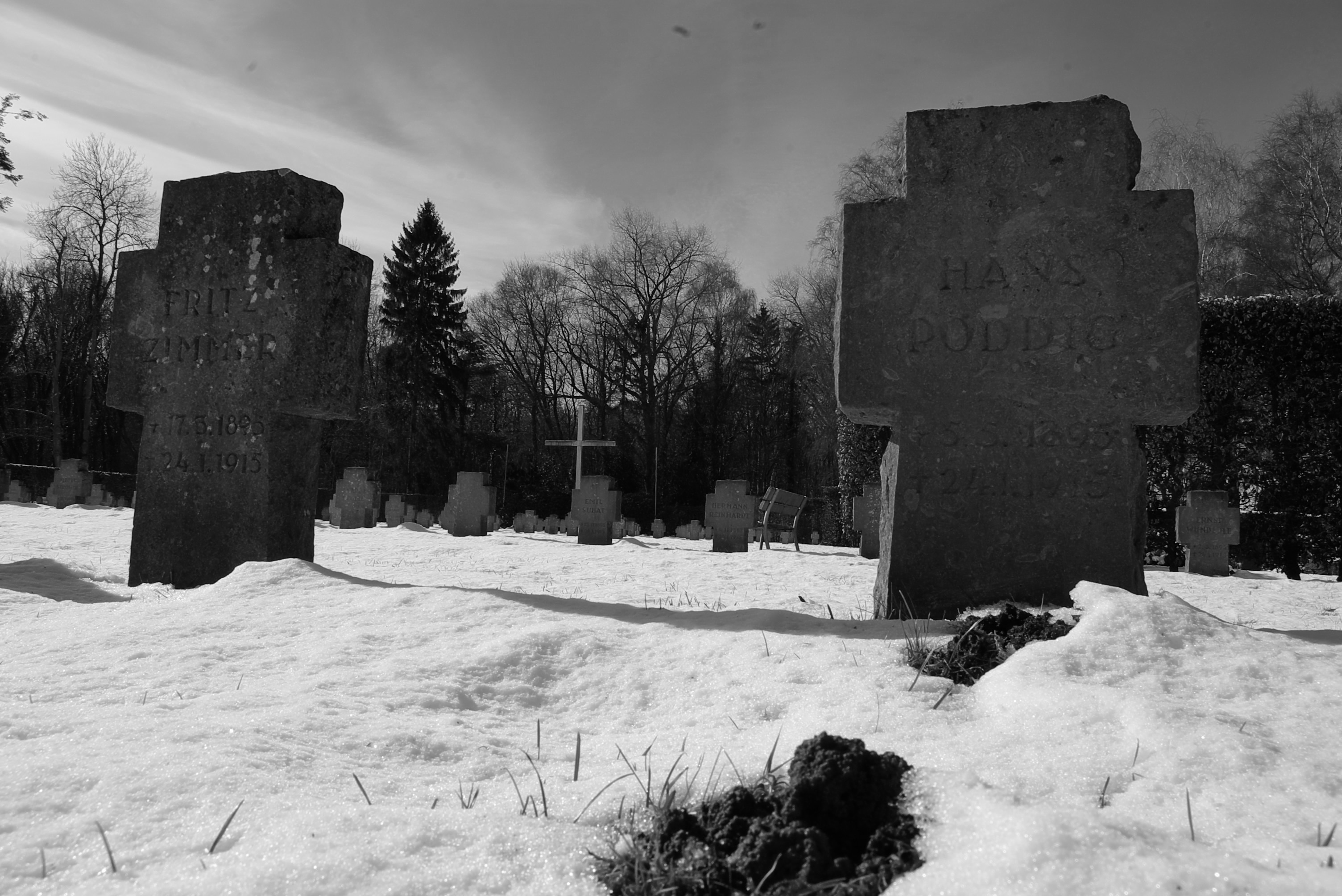
Le cimetière en hiver

Le cimetière d'honneur a été dessiné selon les plans de l'architecte Leberecht Migge qui a conçu aussi le parc de la ville. Un grand nombre de marins tués pendant la Première Guerre mondiale, dont ceux qui furent victimes de la bataille du Jutland (1916), y trouvent ici leur dernier repos.
On y remarque aussi plusieurs monuments en la mémoire des victimes qui faisaient partie des équipages des SMS Lützow, Deutschland, Admiral Graf Spee, Tirpitz, Scharnhorst, et du destroyer Z 1 Leberecht Maass, ainsi que celles du croiseur Medusa et des victimes des deux guerres issues des équipages de sous-marins.
Il y a aussi deux tombes de prisonniers soviétiques.

## Illustrations

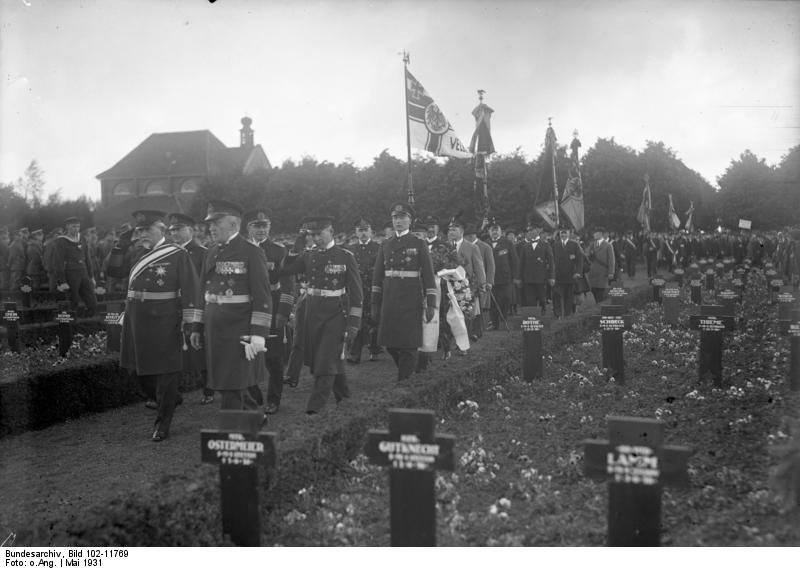
Cérémonie en l'honneur des victimes de la bataille du Jutland en 1931, en présence de l'amiral von Schröder
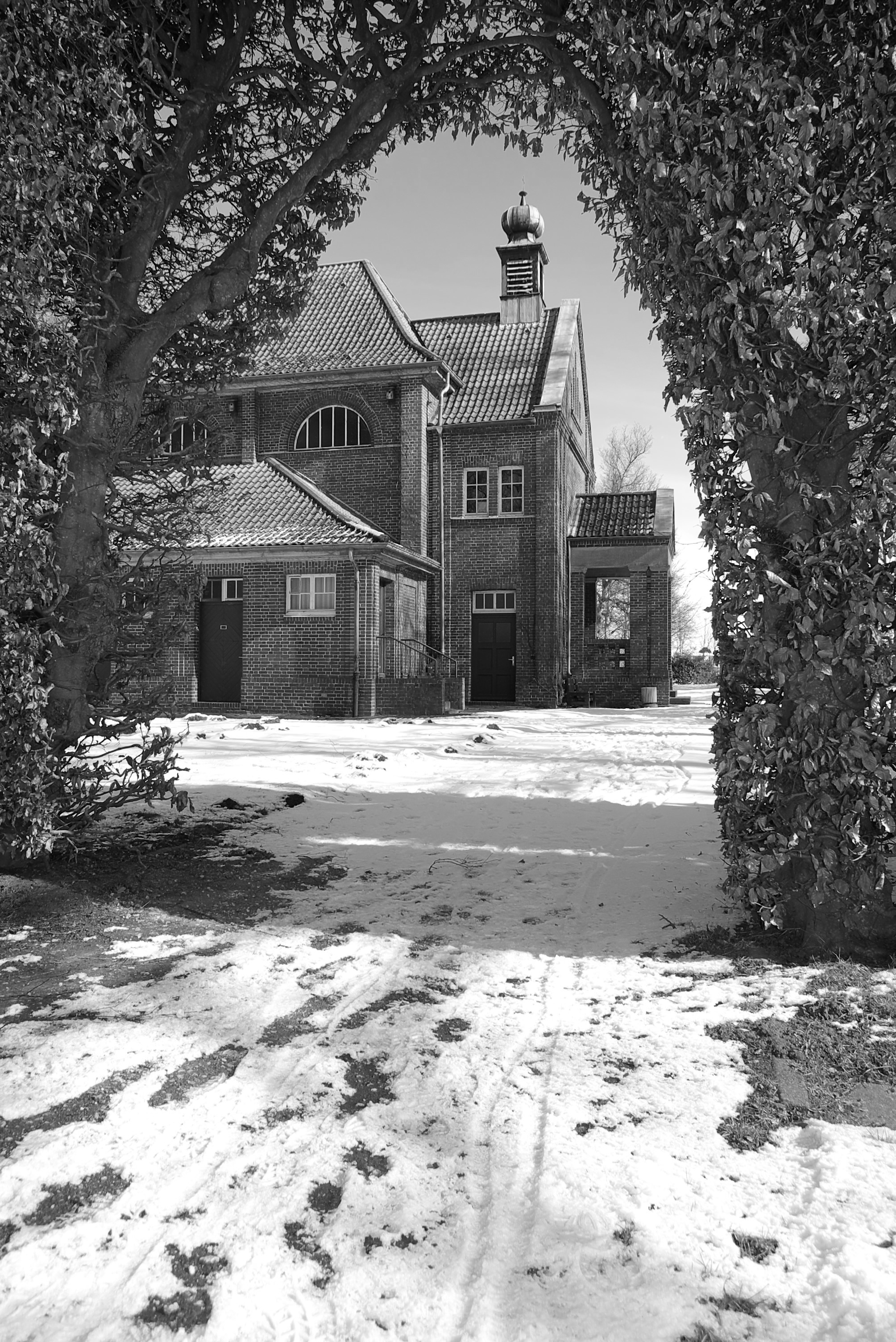
La chapelle du cimetière en 2010
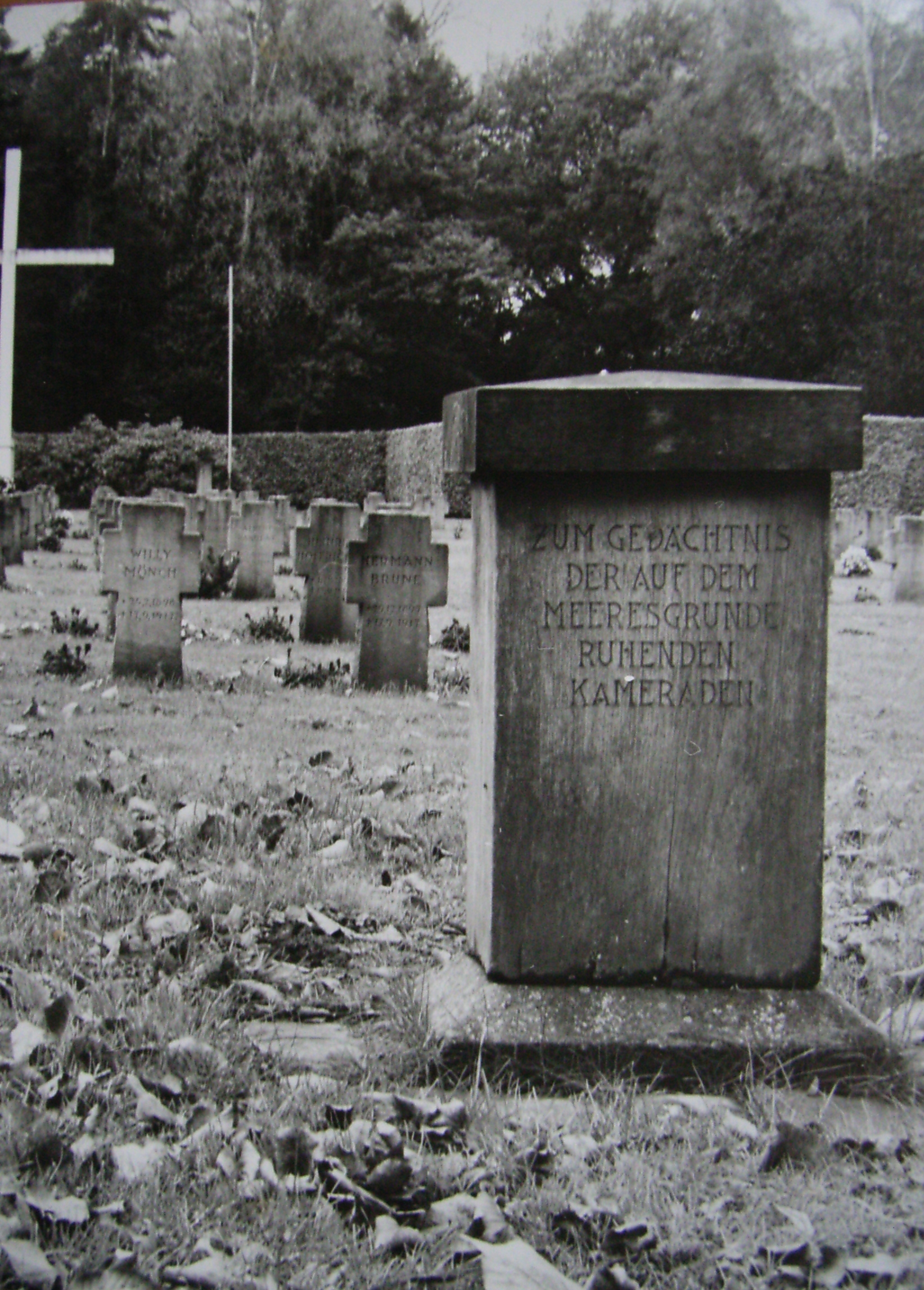
Vue du cimetière
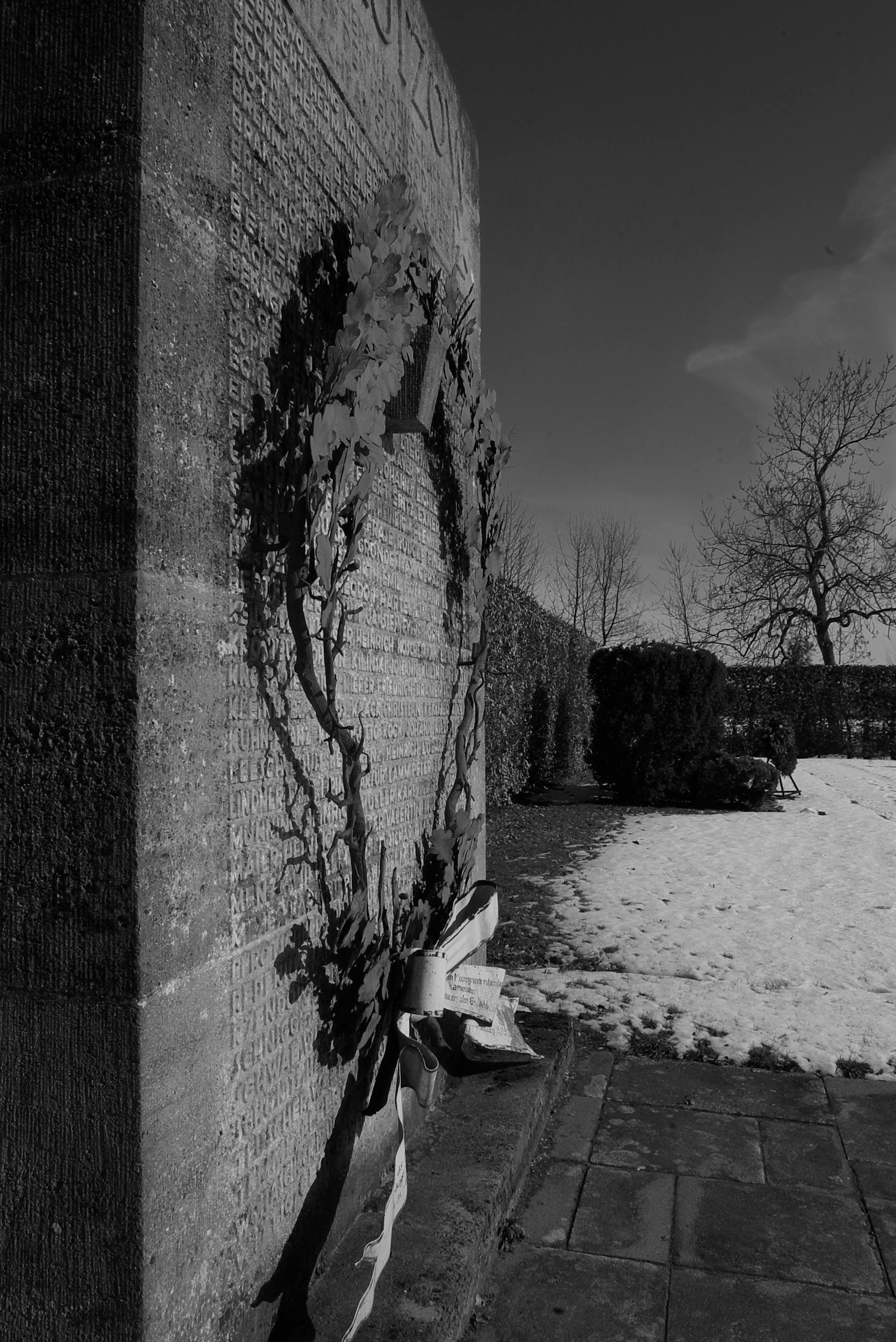
Vue du monument aux victimes du Lützow

## Source
- (de) Cet article est partiellement ou en totalité issu de l’article de Wikipédia en allemand intitulé « Ehrenfriedhof (Wilhelmshaven) » (voir la liste des auteurs).